# Rocca Priora
Rocca Priora is een gemeente in de Italiaanse provincie Rome (regio Latium) en telt 10.751 inwoners (31-12-2004). De oppervlakte bedraagt 28,1 km², de bevolkingsdichtheid is 342 inwoners per km².

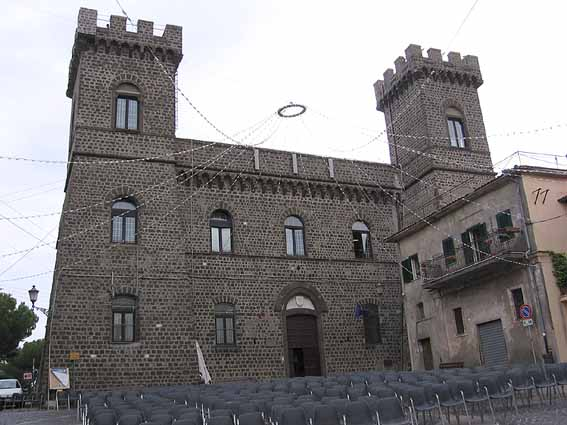
Kasteel van Rocca Priora
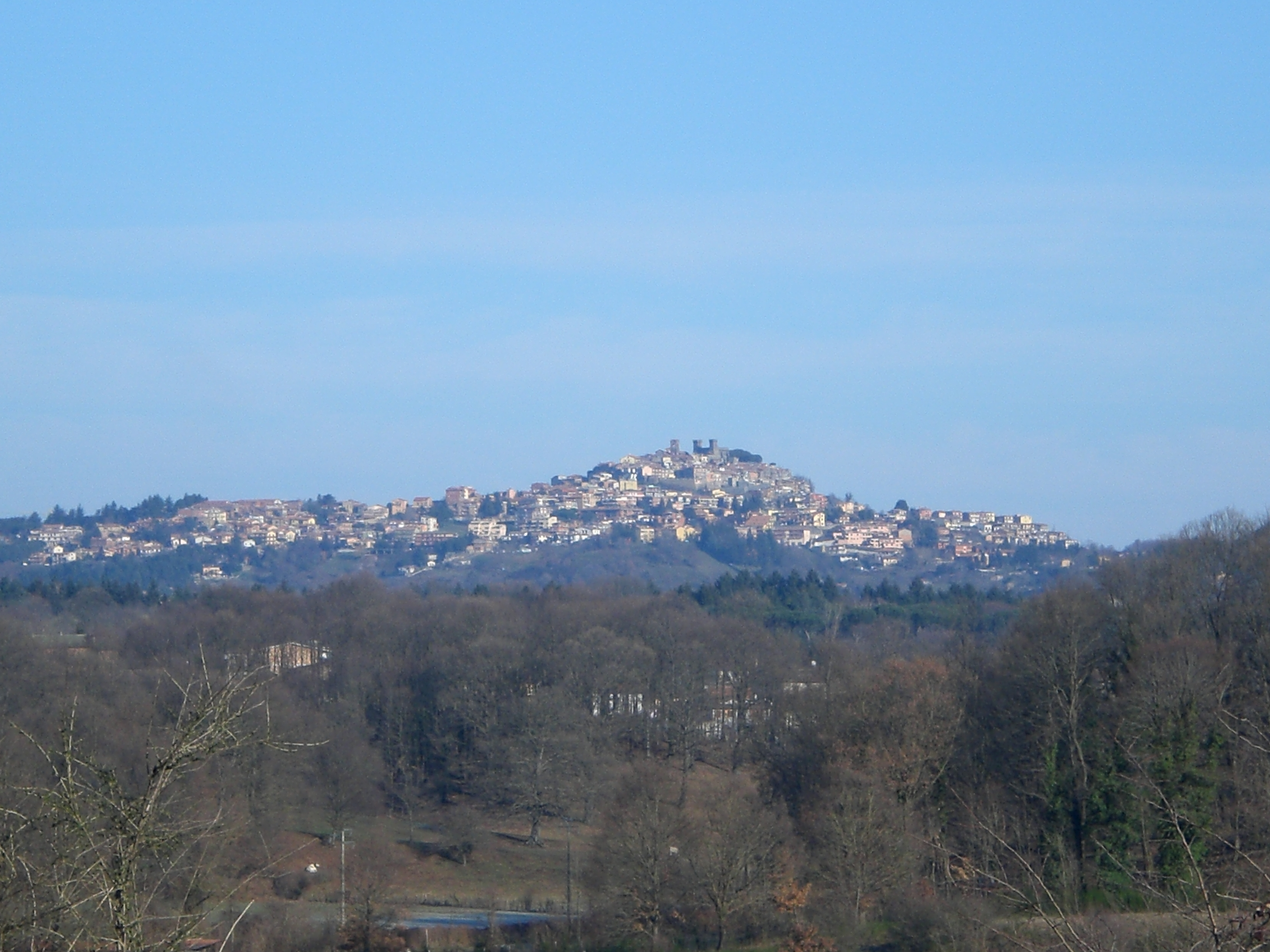
Rocca Priora

## Demografie
Rocca Priora telt ongeveer 4068 huishoudens. Het aantal inwoners steeg in de periode 1991-2001 met 18,3% volgens cijfers uit de tienjaarlijkse volkstellingen van ISTAT.
| Jaar | Inwoneraantal |
| ---- | ------------- |
| 1991 | 8456          |
| 2001 | 10.002        |

## Geografie
De gemeente ligt op ongeveer 768 m boven zeeniveau.
Rocca Priora grenst aan de volgende gemeenten: Artena, Lariano, Monte Compatri, Palestrina, Rocca di Papa, San Cesareo.